# 松卫公路
松卫公路，是位于上海市的一条省级公路，被编为上海省道124的一部分。该道路包含了松卫北路、松浦三桥、松卫南路、杭州湾大道四个部分，北起沪松公路G60附近，南至沪杭公路。经过松江区、金山区，以松江区、金山卫各取一个字得名。该道路（除松浦三桥外）建成于2002年，其余路段开通于2010年；但直到2015年，松卫公路才彻底畅通。2016年，整条松卫公路进行了大修。

## 主要交会道路

### 松卫北路
- 沪松公路、茸平路
- 荣乐东路
- 北松公路
- 泖亭路
- 申嘉湖高速

松浦三桥
- 叶新公路
- 亭枫公路

### 松卫南路
- 亭枫公路
- 金山工业区大道/朱吕公路
- 松金公路
- 漕廊公路

### 杭州湾大道
- 漕廊公路
- 沈海高速
- 龙航路
- 金山大道
- 卫清西路
- 沪杭公路